# Индиан-Харбор-Бич
Индиан-Харбор-Бич (англ. Indian Harbour Beach) — город в округе Бревард  в штате Флорида США. По данным переписи 2020 года, численность населения составляла 9019 человек.

## Население
| 2010 | 2020  |
| ---- | ----- |
| 8225 | ↗9019 |